# Pocilloporidae
A Pocilloporidae a virágállatok (Anthozoa) osztályába és a kőkorallok (Scleractinia) rendjébe tartozó család.
A WoRMS adatai szerint 53 elfogadott faj tartozik ebbe a korallcsaládba.

## Tudnivalók
A kolóniáknak, még ugyanazon fajon belül is, nincs egységes alakjuk; az alakot a hullámok verése és a kolóniát érintő napfény határozzák meg. A legtöbb faj, belső megtermékenyítés által hozza létre planula lárváit, mint sem a véletlenre hagyva a vízbe bocsátja ivarsejtjeit. A kifejlett kolóniák kétneműek. Legközelebbi rokonaik az Acroporidae Verrill, 1902 és az Astrocoeniidae Koby, 1890 korallcsaládok.

## Rendszerezés
A családba az alábbi 4 nem tartozik:
- Madracis Milne Edwards & Haime, 1849 - 16 faj
- Pocillopora Lamarck, 1816 - 22 faj; típusnem
- Seriatopora Lamarck, 1816 - 7 faj
- Stylophora Schweigger, 1820 - 8 faj